# Jez (riba)
Jez (znanstveno ime Leuciscus idus) je evropska sladkovodna riba iz družine pravih krapovcev.

## Opis
Jez je riba z vretenastim, bočno rahlo stisnjenim telesom, pokritim z velikimi luskami. Na prvi pogled je podoben klenu, le, da ima manjšo glavo, top gobec s končnimi usti. Hrbet je temno sive barve, boki so srebrni, trebuh pa bel. Plavuti so rdeče barve. Jez doseže dolžino do 80 cm, povprečno pa so odrasli primerki dolgi do 50 cm. V izjemnih pogojih živijo do 15, v povprečju pa le okoli 10 let. Spolno dozorijo v drugem ali tretjem letu starosti, včasih pa šele do petega, drstijo pa se od marca do junija na plitvih prodiščih. V času drstitve se zberejo v jate, drugače pa živijo samotarsko življenje.
Jez se v mladosti hrani s planktonom, odrasle živali pa z vodnimi žuželkami in ličinkami, občasno pa se hranijo tudi z manjšimi ribami.

## Razširjenost
Jez je avtohtono razširjen po celi srednji in vzhodni Evropi, zahodno pa le do Rena in Maine. Kasneje so to ribo sicer vložili še v reke v Angliji in južni Skandinaviji. Živi v jatah v vseh večjih vodotokih, pa tudi v jezerih in drugih stoječih vodah. Pozimi se umakne v globlje dele rek in jezer, spomladi in poleti pa prihaja na pašo na poplavljena področja. Na Slovenskem ga je najti v vseh velikih rekah donavskega porečja, predvsem v pasu mrene in ploščiča, pa tudi v izlivnem pasu. Ogroža ga regulacija rečnih tokov, ki mu preprečuje migracijo na drstišča ter organska onesnaženost vodotokov.